# Lev Sternberg
Pour les articles homonymes, voir Sternberg.
Lev (né Chaim-Leib) Yakovlevitch Sternberg, (en russe : Лев (Хаим-Лейб) Я́ковлевич Ште́рнберг), né le 3 mai 1861 (21 avril 1861) à Jitomir et mort le 14 août 1927, est un militant marxiste révolutionnaire, ethnographe et anthropologue juif de Russie, actif dans les mouvements juifs et théoricien de l'action terroriste.

## Biographie
Lev Sternberg est étudiant en sciences naturelles à l'université impériale de Saint-Pétersbourg. Il étudie par la suite à l'université de Nouvelle-Russie à Odessa, où il rejoint les narodniki. Il milite au sein du mouvement révolutionnaire Narodnaïa Volia. Il est arrêté et emprisonné à la prison d'Odessa pendant trois années, puis il est déporté par un long voyage en Sibérie jusqu'à la péninsule de Sakhaline pour huit années (1889-1897). Dans le katorga, il rencontre Vladimir Bogoraz, militant également de Narodnaïa Volia. Ils vont tous les deux étudier les peuples autochtones sibériens, notamment les populations Aïnous, Tchouktches, Koriaks et Évènes.
Lev Sternberg rencontre l'anthropologue polonais Bronisław Piłsudski qui menait également des recherches sur les Aïnous, peuple qui habitait alors l’île de Sakhaline. En 1897, il entre à la Kunstkamera de Saint-Pétersbourg.
Après la Révolution d'Octobre de 1917, Lev Sternberg et Vladimir Bogoraz, organisèrent le premier congrès d'ethnologie de Russie à l'université de Petrograd.